# Fraunhofer-Institut für Holzforschung
Das Fraunhofer-Institut für Holzforschung (WKI), auch mit dem Zusatz „Wilhelm-Klauditz-Institut“ und in der Kurzbezeichnung „Fraunhofer WKI“ genannt, ist eine Einrichtung der Fraunhofer-Gesellschaft. Das Institut hat seinen Sitz in Braunschweig, seine Aktivitäten sind der angewandten Forschung im Fach Ingenieurwissenschaften im Gebiet der Werkstoffkunde zuzuordnen. Seit Oktober 2024 wird das Institut von Raoul Klingner kommissarisch geleitet.

## Geschichte
Das Institut wurde 1946 von Wilhelm Klauditz unter dem Namen „Versuchs- und Beratungsstelle für technische Holznutzung des Vereins für technische Holzfragen e. V.“ (heute iVTH) gegründet. Zunächst war das Institut eine Baracke von 260 m², teilweise kriegszerstört und teilweise noch im Rohbau. Im Jahr 1949 bekam das Institut den Namen „Institut für Holzforschung“. Im Jahr 1952 wurde das Institut in Anerkennung der besonderen wissenschaftlichen Leistungen an die Technische Universität Braunschweig angegliedert, eine frühe Form eines An-Instituts. Im Jahr 1972 wurde das Institut in die Fraunhofer-Gesellschaft aufgenommen. Heute zählt es zu den größeren Einrichtungen für angewandte Holzforschung in Europa und trägt den Namen des Gründers im Beinamen.

## Forschung
Forschung und Entwicklung des Fraunhofer WKI dienen der optimalen Nutzung von Holz und anderen nachwachsenden Rohstoffen. Hierzu zählen auch die Aspekte Verleimung, Oberflächenbehandlung, Holzschutz und Emissionen.

## Kooperationen
Das Institut ist Mitglied im Fraunhofer-Verbund Werkstoffe, Bauteile (VWB). Dieser Verbund bündelt die Kompetenzen der zwölf materialwissenschaftlich orientierten Institute der Fraunhofer-Gesellschaft und des Fraunhofer-Instituts für Techno- und Wirtschaftsmathematik (ITWM) als ständigem Gastmitglied.
Als Gründungsmitglied kooperiert das Institut mit regionalen Partnern im niedersächsischen Kompetenznetz für Nachhaltige Holznutzung (NHN) in Göttingen. Mit anderen auf dem Gebiet der Holzforschung tätigen europäischen Instituten wirkt es in der InnovaWood-Initiative mit.
Seit der zweiten Hälfte der 1990er Jahre besteht eine Kooperation mit dem „Malaysian Palm Oil Board“ (MPOB) und hat bei der Realisierung einer Pilotanlage zur Herstellung von biomassebasierten Faserplatten nahe der malaysischen Hauptstadt Kuala Lumpur für das MPOB maßgeblich beigetragen.
Auch mit einigen amerikanischen Firmen und Hochschulen bestehen wissenschaftliche Kontakte und ein reger Informationsaustausch, z. B. bei der Erprobung neuer Geräte und der Güteüberwachung von Spanplatten.

## Infrastruktur
Im Institut sind rund 165 Mitarbeiter tätig, überwiegend Wissenschaftler und Ingenieure.
Der Betriebshaushalt lag im Geschäftsjahr 2017 bei 16 Mio. Euro. Mehr als 8600 m² Büros, Labore, Technikum und Freiflächen stehen zur Bearbeitung der Forschungsaufträge zur Verfügung. Das Institut ist Mitglied des Fraunhofer-Verbunds Werkstoffe, Bauteile, der Allianzen Vision und Bau sowie des Fraunhofer-Netzwerks Nachhaltigkeit.
In Kooperation mit dem Institut für Biokunststoffe und Bioverbundwerkstoffe der Hochschule Hannover betreibt das Fraunhofer WKI das Anwendungszentrum für Holzfaserforschung.